# Barbara Kisseler

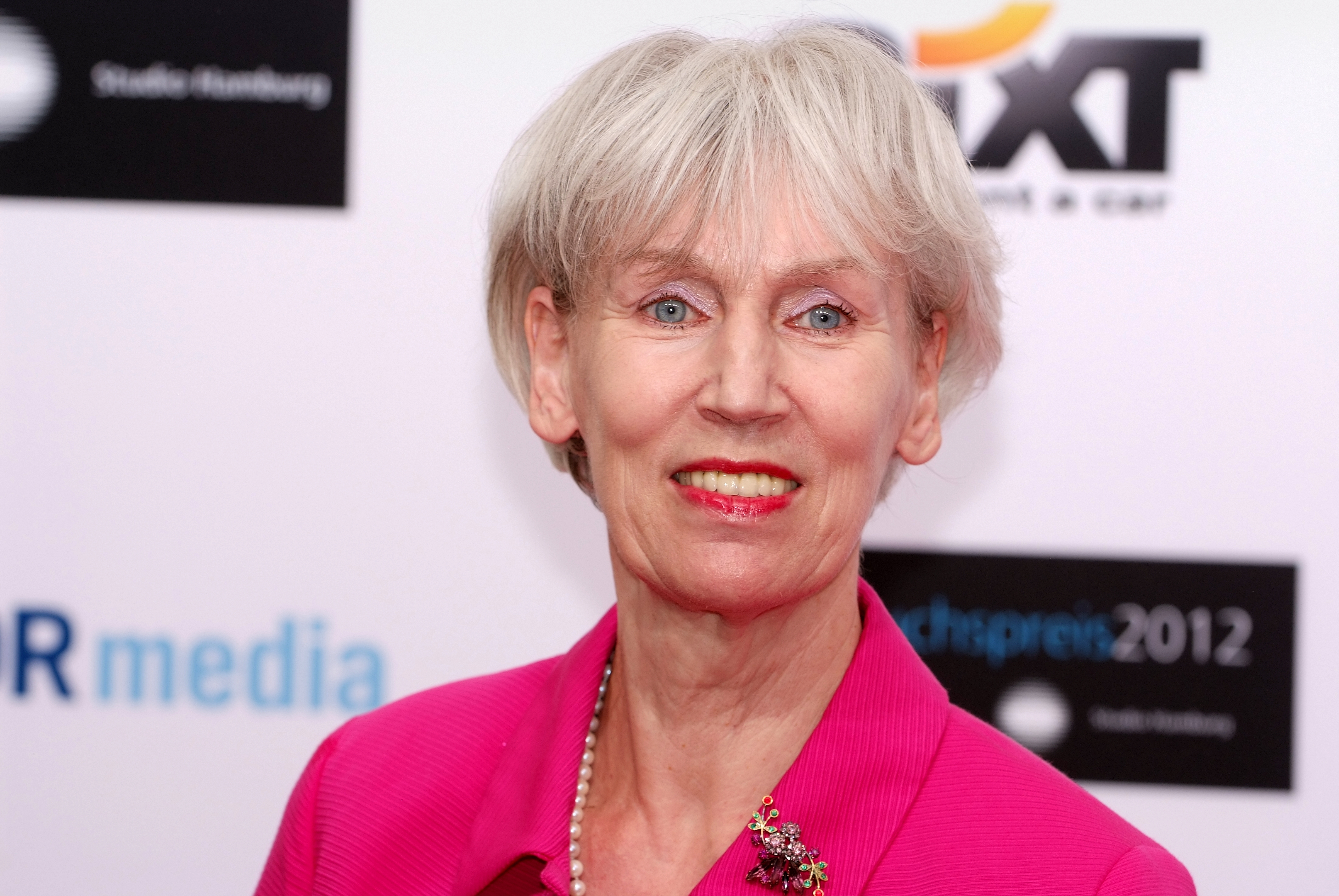
Barbara Kisseler, Mai 2012

Barbara Kisseler (* 8. September 1949 in Asperden, Kreis Kleve; † 7. Oktober 2016 in Hamburg) war eine deutsche parteilose Politikerin. Sie war von März 2011 bis zu ihrem Tode Kultursenatorin im Hamburger Senat.

## Leben
Barbara Kisseler wuchs als viertältestes von zehn Kindern in Hückeswagen auf und besuchte dort von 1955 bis 1959 die Katholische Grundschule Bever. 1960 wechselte sie zur St. Angela-Schule der Ursulinen nach Wipperfürth, wo sie am 1. Juli 1970 Abitur machte.
Sie studierte von 1970 bis 1978 an der Universität zu Köln Theater-, Film- und Fernsehwissenschaft, Germanistik und Pädagogik und erlangte am 22. Dezember 1977 den Grad der Magistra Artium. Barbara Kisselers beruflicher Werdegang begann ab 1977 im Deutschlandfunk, beim WDR sowie in der Carl-Duisberg-Gesellschaft. Ein Jahr später wechselte sie zur Stadt Bonn und wurde im Kulturdezernat angestellt, wo sie bis 1981 tätig war. 1982 übernahm sie das Kulturamt der Stadt Hilden, 1986 wurde sie Leiterin des Kulturamtes in Düsseldorf. Im Jahr 1993 führte ihr Weg in das niedersächsische Ministerium für Wissenschaft und Kultur, wo sie von Helga Schuchardt zur Leiterin der Abteilung Kultur berufen wurde. Im Juli 2003 erfolgte dann die Ernennung zur Staatssekretärin für Kultur bei der Berliner Senatsverwaltung für Wissenschaft, Forschung und Kultur. Von November 2006 bis März 2011 war sie Chefin der Senatskanzlei des Landes Berlin. Ab Februar 2006 war sie Honorarprofessorin am Studiengang Kulturarbeit der Fachhochschule Potsdam.
Während der Bundestagswahl 2009 wurde Barbara Kisseler vom damaligen SPD-Kanzlerkandidaten Frank-Walter Steinmeier am 30. Juli 2009 in sein Kompetenzteam berufen. Nach der Bürgerschaftswahl erklärte der designierte Erste Bürgermeister Hamburgs Olaf Scholz Ende Februar 2011, dass Barbara Kisseler Hamburgs neue Senatorin für Kultur werden solle.

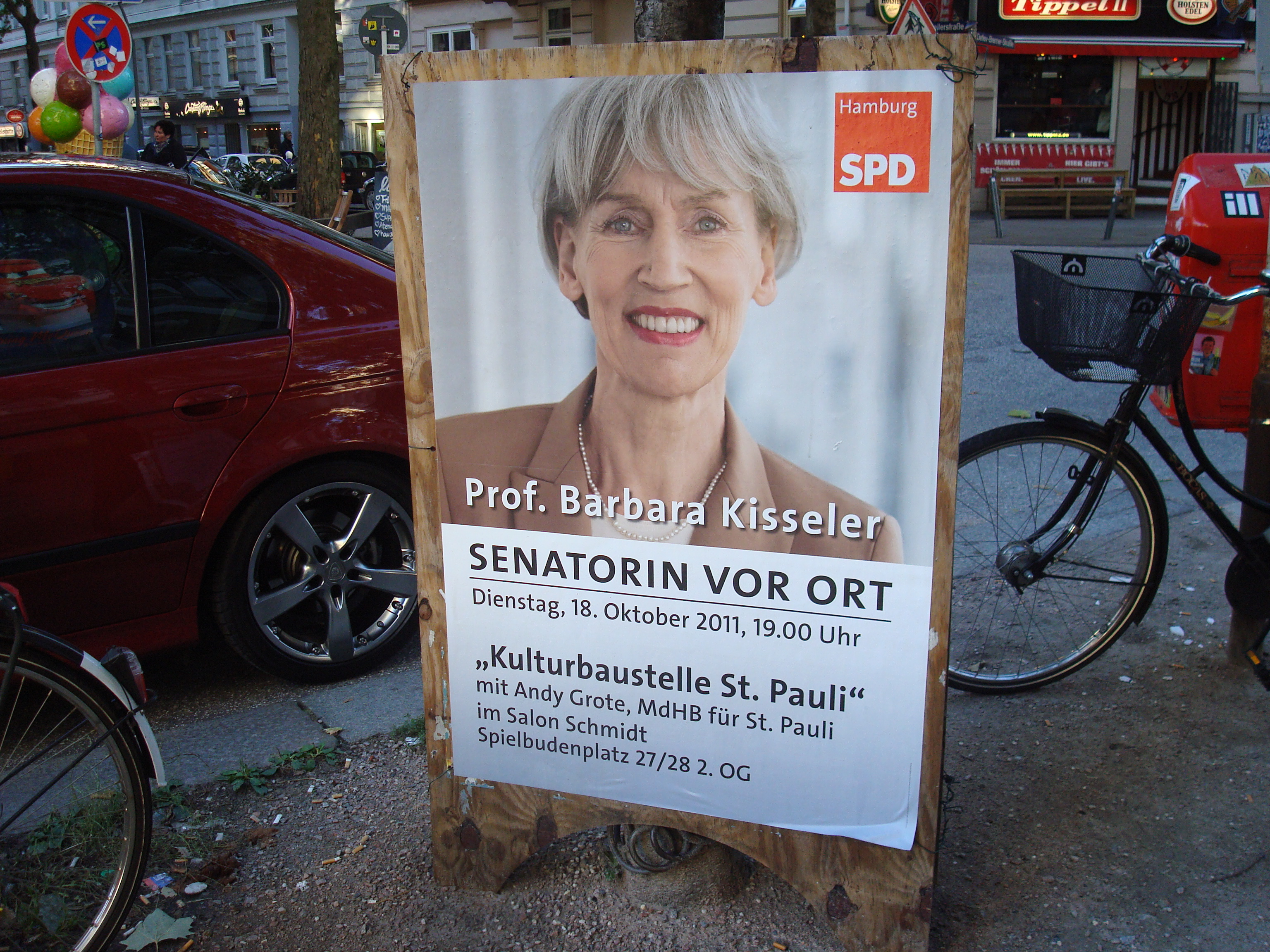
Senatorin Prof. Barbara Kisseler, Plakat Straßenkampagne für die SPD St. Pauli (2011)

 Am 23. März 2011 wurde Kisseler zur Senatorin und Präses der Kulturbehörde ernannt und gemeinsam mit den anderen Mitgliedern des Senats Scholz I von der Bürgerschaft bestätigt. Ihr Amt als Kultursenatorin der Freien und Hansestadt Hamburg wurde nach den Hamburger Bürgerschaftswahlen am 15. Februar 2015 um eine weitere Legislaturperiode verlängert. „Sie war politisch maßgeblich daran beteiligt, dass die von Künstlern besetzten letzten Altbaureste des Hamburger Gängeviertels zu einem international beachteten Viertel alternativer Kultur- und Lebensvorstellungen werden konnten.“ Zu ihren besonderen Verdiensten wird gerechnet, dass sie entscheidend zur zügigen Vollendung der Elbphilharmonie beigetragen hat. Seit dem 29. Mai 2015 war sie zudem Präsidentin des Deutschen Bühnenvereins.
Am 11. April 2016 musste Kisseler gesundheitsbedingt ihre Aufgaben als Kultursenatorin niederlegen, blieb jedoch noch offiziell im Amt. Sie starb nach schwerer Krebs-Erkrankung am 7. Oktober desselben Jahres.